# Drenovci
Drenovci är en ort i Kroatien. Den ligger i länet Srijem, i den östra delen av landet, 250 km öster om huvudstaden Zagreb. Drenovci ligger 83 meter över havet och antalet invånare är 3 064.
Terrängen runt Drenovci är mycket platt. Runt Drenovci är det ganska tätbefolkat, med 65 invånare per kvadratkilometer. Närmaste större samhälle är Gunja, 4,0 km söder om Drenovci. Trakten runt Drenovci består till största delen av jordbruksmark.